# Utricularia fulva
Utricularia fulva — вид рослин із родини пухирникових (Lentibulariaceae).

## Біоморфологічна характеристика

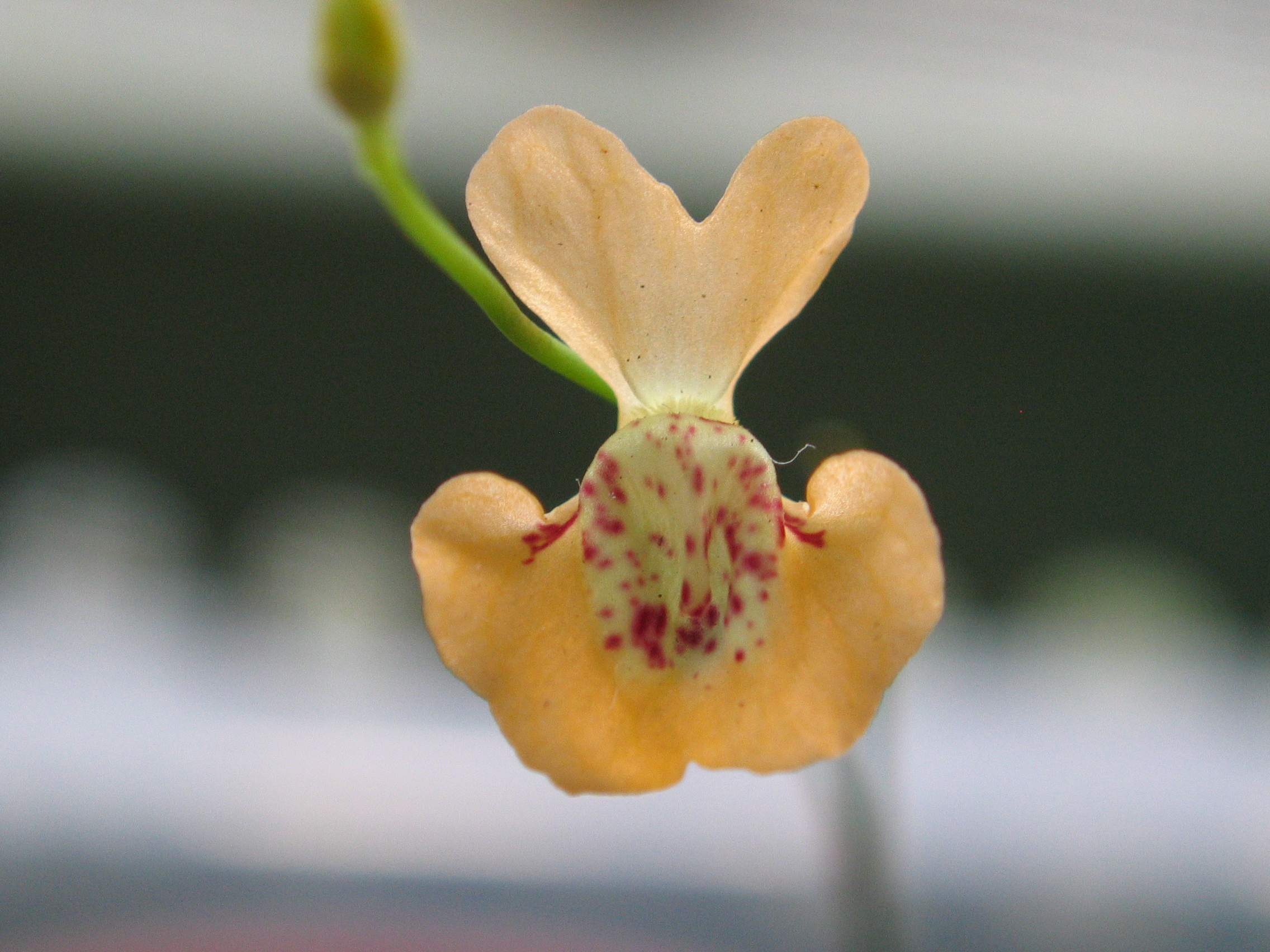

Квітки з великою верхньою віночковою губою, розділеною на дві великі частки; нижня віночкова губа має піднебіння з чотирма неглибокими і широкими частками; шпора вузька і горизонтально висунута під нижню губу віночка. Квіти різноманітні за забарвленням і малюнком, але зазвичай мають рудувато-коричневу основу з цегляно-червоними плямами. Листки цього виду трав'янисті. Після настання посушливого сезону рівень води знижується, і рослини потрапляють на повітря, що викликає масове цвітіння. 

## Середовище проживання
Цей вид є ендеміком центрально-північної Австралії (Північна територія).
Цей вид зростає в зоні затоплення струмків і річок, а також у сезонно затоплених руслах багаторічних і сезонних потоків, росте після зниження рівня води, виживаючи в посушливі періоди глибокими столонами.

## Використання
Цей вид культивується невеликою кількістю ентузіастів роду, комерційна торгівля незначна.